# Vuelta a España 1935
Die Vuelta a España 1935 war die 1. Austragung der spanischen Grand Tour und fand vom 29. April bis zum 15. Mai 1935 im Rahmen von 14 Etappen statt. Insgesamt wurde über einen Zeitraum von 17 Tagen eine Distanz von 3.425 Kilometern zurückgelegt. Das Etappenrennen wurde in der spanischen Hauptstadt Madrid gestartet und ging dort auch zu Ende. Von den 50 Startern (darunter 32 Spanier) erreichten 29 Teilnehmer das Ziel.
Der Gesamtsieger Gustaaf Deloor absolvierte die Distanz in einer Zeit von rund 120 Stunden, was einer Durchschnittsgeschwindigkeit von 27,204 km/h entspricht. Der Belgier übernahm das orange-farbige Führungstrikot auf der 3. Etappe und verteidigte dieses anschließend bis Madrid. Platz zwei in der Gesamtwertung ging an den Spanier Mariano Cañardo (+12:33 min), gefolgt von dem Belgier Antoine Dignef (+19:15 min), der die Auftaktetappe gewann und somit der erste Gesamtführende der Spanien-Rundfahrt war.
Neben der Gesamtwertung wurde auch eine Bergwertung ausgetragen, die der Italiener Edoardo Molinar punktegleich vor seinem Landsmann Luigi Barral gewann. Insgesamt standen zehn Bergwertungen auf dem Programm, wobei bei jeder Passage die ersten zehn Fahrer punkteten. Der Sieger einer Bergwertung erhielt 10 Punkte, während die restlichen Punkte absteigend vergeben wurden. Die erste Bergwertung wurde auf der Alto de Léon (1556 m) in der Nähe von Madrid auf der ersten Etappe ausgefahren. Träger des ersten Bergtrikots war der Schweizer Leo Amberg.

## Etappenübersicht
| Etappe     | Datum     | Strecke                   | Typ                 | km  | Etappensieger    | Gesamtführender  | Bergwertung     |
| ---------- | --------- | ------------------------- | ------------------- | --- | ---------------- | ---------------- | --------------- |
| 1. Etappe  | 29. April | Madrid – Valladolid       | Mittelgebirgsetappe | 185 | Antoine Dignef   | Antoine Dignef   | Leo Amberg      |
| 2. Etappe  | 30. Mai   | Valladolid – Santander    | Flachetappe         | 251 | Antonio Escuriet | Antonio Escuriet | Luigi Barral    |
| Ruhetag    |           |                           |                     |     |                  | Antonio Escuriet | Luigi Barral    |
| 3. Etappe  | 2. Mai    | Santander – Bilbao        | Hochgebirgsetappe   | 199 | François Adam    | Gustaaf Deloor   | Luigi Barral    |
| 4. Etappe  | 3. Mai    | Bilbao – San Sebastián    | Hochgebirgsetappe   | 235 | Antoine Dignef   | Gustaaf Deloor   | Luigi Barral    |
| 5. Etappe  | 4. Mai    | San Sebastián – Saragossa | Mittelgebirgsetappe | 264 | Mariano Cañardo  | Gustaaf Deloor   | Luigi Barral    |
| 6. Etappe  | 5. Mai    | Saragossa – Barcelona     | Flachetappe         | 310 | Antoine Dignef   | Gustaaf Deloor   | Luigi Barral    |
| Ruhetag    |           |                           |                     |     |                  | Gustaaf Deloor   | Luigi Barral    |
| 7. Etappe  | 7. Mai    | Barcelona – Tortosa       | Flachetappe         | 188 | Antonio Montes   | Gustaaf Deloor   | Luigi Barral    |
| 8. Etappe  | 8. Mai    | Tortosa – Valencia        | Flachetappe         | 188 | Max Bulla        | Gustaaf Deloor   | Luigi Barral    |
| 9. Etappe  | 9. Mai    | Valencia – Murcia         | Flachetappe         | 265 | Salvador Cardona | Gustaaf Deloor   | Luigi Barral    |
| 10. Etappe | 10. Mai   | Murcia – Granada          | Mittelgebirgsetappe | 285 | Max Bulla        | Gustaaf Deloor   | Luigi Barral    |
| 11. Etappe | 11. Mai   | Granada – Sevilla         | Flachetappe         | 260 | Gustaaf Deloor   | Gustaaf Deloor   | Luigi Barral    |
| Ruhetag    |           |                           |                     |     |                  | Gustaaf Deloor   | Luigi Barral    |
| 12. Etappe | 13. Mai   | Sevilla – Cáceres         | Mittelgebirgsetappe | 270 | François Adam    | Gustaaf Deloor   | Luigi Barral    |
| 13. Etappe | 14. Mai   | Cáceres – Zamora          | Mittelgebirgsetappe | 275 | Edoardo Molinar  | Gustaaf Deloor   | Luigi Barral    |
| 14. Etappe | 15. Mai   | Zamora – Madrid           | Hochgebirgsetappe   | 250 | Gustaaf Deloor   | Gustaaf Deloor   | Edoardo Molinar |

## Etappen
1. Etappe (Madrid – Valladolid, 185 km)
Die erste Etappe der Vuelta a España wurde am 29. April um 8:44 in der spanischen Hauptstadt Madrid gestartet und führte nach Valladolid. Nachdem Las Rozas de Madrid, Torrelodones und Collado Villalba durchfahren wurden, folgte nach rund 60 Kilometern mit der Alto de Léon (1556 m) die erste Bergwertung der Spanien-Rundfahrt. Diese gewann der Schweizer Leo Amberg und sicherte sich so als erster Fahrer das Bergtrikot. Amberg absolvierte auch die Abfahrt an der Spitze des Rennens und fuhr als erster Fahrer in Villacastín ein. Wenig später wurde der Ausreißer jedoch eingeholt und kurz vor Labajos lösten sich der Belgier Antoon Dignef und der Spanier Mariano Cañardo vom Hauptfeld. Auch François Gardier wollte den beiden folgen, erlitt jedoch einen Rahmenbruch, den er unter Tränen reparierte. Auch Mariano Cañardo fiel nach einem Reifenschaden, der sich bei einem Bahnübergang ereignete, zurück. Der Spanier konnte, nachdem er den Schaden behoben hatte, jedoch in Mojados kurz vor dem Ziel wieder zu Antoon Dignef aufschließen. Beim Zielsprint in Valladolid unterlag er jedoch, nachdem er zuvor eine Lücke von zwei Minuten zugefahren war. Antoon Dignef gewann nicht nur die erste Vuelta-a-España-Etappe, sondern sicherte sich auch als erster Fahrer das Führungstrikot der Rundfahrt, das orange gefärbt war. Die ersten Verfolger erreichten das Ziel mit einem Rückstand von rund zwei Minuten Rückstand.
| Platz | Fahrer            | Zeit                   |
| ----- | ----------------- | ---------------------- |
| 01.   | Antoine Dignef    | 5:58:12 h (30,99 km/h) |
| 02.   | Mariano Cañardo   | "                      |
| 03.   | Marinus Valentijn | + 1:48 min             |
| 04.   | Manuel Capella    | "                      |
| 05.   | Luigi Barral      | + 1:59 min             |

| Platz | Fahrer            | Zeit                   |
| ----- | ----------------- | ---------------------- |
| 01.   | Antoine Dignef    | 5:58:12 h (30,99 km/h) |
| 02.   | Mariano Cañardo   | "                      |
| 03.   | Marinus Valentijn | + 1:48 min             |
| 04.   | Manuel Capella    | "                      |
| 05.   | Luigi Barral      | + 1:59 min             |

2. Etappe (Valladolid – Santander, 251 km)
Als erster Fahrer verließ der Spanier Santiago Mostajo die Rundfahrt und startete bei der zweiten Etappe, die von Valladolid nach Santander führte, nicht. Auf dem kastilischen Hochland (Meseta), fuhr das Fahrerfeld geschlossen durch Dueñas und Venta de Baños, in der dreihundert Peseten an den ersten Fahrer und ersten spanischen Fahrer vergeben wurden. Beim Sprint um das Preisgeld kam es zu einem Sturz, bei dem sich der Spanier Manuel Capella schwer verletzte. Mit Léon Louyet, Max Bulla und Marinus Valentijn stürzten drei weitere Fahrer, die das Rennen jedoch fortsetzen konnten. Nach Palencia ging es weiter nach Reinosa, wo die Fahrer das Hochplateau verließen und bergab Richtung Küste fuhren. In der Abfahrt kam es zu mehreren Angriffen und der Spanier Salvador Cardona erreichte Torrelavega mit einem Vorsprung von rund zwei Minuten auf seine ersten Verfolger. In der Steigung der Alto de Pajosa wurde er jedoch von seinem Landsmann Antonio Escuriet eingeholt, der anschließend die Bergwertung mit einem Vorsprung von rund einer halben Minute überquert. Auf den letzten Kilometern baute der Spanier seine Führung weiter aus und gewann schlussendlich mit über zwei Minuten Vorsprung auf Salvador Cardona. Platz drei ging an den Belgier Gustaaf Deloor, der einen Rückstand von über dreieinhalb Minuten aufwies.
| Platz | Fahrer           | Zeit                   |
| ----- | ---------------- | ---------------------- |
| 01.   | Antonio Escuriet | 8:43:37 h (28,76 km/h) |
| 02.   | Salvador Cardona | + 2:12 min             |
| 03.   | Gustaaf Deloor   | + 3:41 min             |
| 04.   | Emiliano Álvarez | + 10:03 min            |
| 05.   | Edoardo Molinar  | + 14:09 min            |

| Platz | Fahrer            | Zeit        |
| ----- | ----------------- | ----------- |
| 01.   | Antonio Escuriet  | 14:43:47 h  |
| 02.   | Gustaaf Deloor    | + 3:41 min  |
| 03.   | Antoine Dignef    | + 12:11 min |
| 04.   | Mariano Cañardo   | "           |
| 05.   | Marinus Valentijn | + 14:09 min |

3. Etappe (Santander – Bilbao, 199 km)
Die dritte Etappe kann als die erste Bergetappe der Spanien-Rundfahrt angesehen werden, da sie über mehrere Pässe des Kantabrischen Gebirges führte. Wenige Kilometer nach dem Start in Santander griff Leo Amberg in Astillero an und nahm mit dem Puerto de Alisas (680 m) den ersten Anstieg des Tages in Angriff. Der Schweizer war als erster bei der Bergwertung, wurde jedoch auf dem anschließenden Anstieg des Collado del Asón von dem Spanier Fermín Trueba und dem Italiener Luigi Barral überholt. Die zweite Bergwertung wurde auf dem Puerto de la Sia abgenommen, der mit 1227 Metern Höhe der höchste Punkt der Etappe war. Fermín Trueba überquerte den Pass als erster kam jedoch in der Abfahrt zu Sturz als sein Rad brach. Der Spanier erlitt eine Kopffraktur, wartete jedoch bis ihm einer seiner Brüder ein neues Rad gab und beendete die Etappe mit einem Rückstand von rund einer Stunde. Wenig besser erging es Luigi Barral, der allein über das Hochplateau zum Puerto de Tornos (918 m) gefahren war und zwischenzeitlich die Abfahrt nach Ramales de la Victoria absolviert hatte. Nachdem der Italiener die Küste bei Laredo erreicht hatte, verlor er aufgrund eines Platten viel Zeit in Muskiz und musste zusehen, wie die Verfolgergruppe an ihm vorbei fuhr. Mit Gustaaf Deloor, Edoardo Molinar, Antoine Dignef, Mariano Cañardo, Vicente Trueba und Paolo Bianchi fuhren sechs Fahrer auf den finalen Rundkurs in Bilbao ein, der viermal absolviert werden musste. Mariano Cañardo dachte, nach der dritten Runde gewonnen zu haben. Der Spanier freute sich jedoch zu früh und musste sich anschließend im Sprint am Ende der vierten und letzten Runde mit Platz vier begnügen. Der Sieg ging an den Belgier Gustaaf Deloor, der auch die Gesamtführung übernahm, da der Träger des orangen Trikots, Antonio Escuriet, mehr als eine halbe Stunde verlor. In der Gesamtwertung führte Gustaaf Deloor nun mit einem Vorsprung von rund acht Minuten.
| Platz | Fahrer          | Zeit                   |
| ----- | --------------- | ---------------------- |
| 01.   | Gustaaf Deloor  | 6:43:09 h (29,62 km/h) |
| 02.   | Edoardo Molinar | "                      |
| 03.   | Antoine Dignef  | "                      |
| 04.   | Mariano Cañardo | "                      |
| 05.   | Vicente Trueba  | "                      |

| Platz | Fahrer          | Zeit        |
| ----- | --------------- | ----------- |
| 01.   | Gustaaf Deloor  | 21:30:37 h  |
| 02.   | Antoine Dignef  | + 8:30 min  |
| 03.   | Mariano Cañardo | "           |
| 04.   | Vicente Trueba  | + 10:28 min |
| 05.   | Edoardo Molinar | + 10:38 min |

4. Etappe (Bilbao – San Sebastián, 235 km)
Die vierte Etappe führte erneut ins gebirgige Hinterland. Auf den ersten 30 flachen Kilometer, die vom Startort Bilbao nach Durango führten, erlitten mehrere Fahrer aufgrund der schlechten Straßenbedingungen Reifenschäden. Salvador Cardona war gleich dreimal betroffen und fuhr hinter dem Peloton und den ersten Anstieg den Puerto de Urkiola ein, der mit einer Höhe von 713 Metern der höchste Punkt der Etappe war. Nach einer kurzen Abfahrt erreichten die Fahrer erneut die Meseta auf der sie über Otxandio nach Vitoria-Gasteiz fuhren. In der Hauptstadt des Baskenlandes, änderte sich die Fahrtrichtung und es ging über Mondragón bergab nach Vergara. Im Anschluss folgte der Anstieg der Alto de Elgeta (565 m), auf der eine weitere Bergwertung abgenommen wurde. Die Anfahrt führte nach Elorrio, ehe es auf flachen Straßen durch Eibar ging. Bei Deba erreichten die Fahrer die Küste, der sie bis Orio folgten. Dem Oria entlang führte die Strecke ins Umland von San Sebastián. Mittlerweile hatte sich eine siebenköpfige Spitzengruppe gebildet, die Antoine Dignef, Edoardo Molinar, François Adam, Mariano Cañardo, Gustaaf Deloor, Paolo Bianchi und Luigi Barral vertreten waren. Die Fahrer umrundeten den Zielort und fuhren zunächst durch Hernani und Errenteria, ehe es zum Zielsprint kam, in dem sich Antoine Dignef durchsetzte und so seinen zweiten Etappensieg feierte. Gustaaf Deloor verteidigte als fünfter seinen Gesamtführung. Fermín Trueba ging nach seinem Sturz am Vortag nicht an den Start. Die vierte Etappe wurde zudem von technischen Defekten und Stürzen geprägt. Während Gipuzkoan Álvarez mit einem Brotwagen kollidierte, brach die Radgabel von Americo Tuero, die er mit einem Seil reparierte.
| Platz | Fahrer          | Zeit                   |
| ----- | --------------- | ---------------------- |
| 01.   | Antoine Dignef  | 7:28:49 h (31,42 km/h) |
| 02.   | Edoardo Molinar | "                      |
| 03.   | François Adam   | "                      |
| 04.   | Mariano Cañardo | "                      |
| 05.   | Gustaaf Deloor  | "                      |

| Platz | Fahrer          | Zeit        |
| ----- | --------------- | ----------- |
| 01.   | Gustaaf Deloor  | 28:59:26 h  |
| 02.   | Antoine Dignef  | + 8:30 min  |
| 03.   | Mariano Cañardo | "           |
| 04.   | Edoardo Molinar | + 10:38 min |
| 05.   | Luigi Barral    | + 19:03 min |

5. Etappe (San Sebastián – Saragossa, 264 km)
Die fünfte Etappe wurde maßgeblich von Regen und Kälte geprägt. Bei immer schlechter werdenden Bedingungen startete das Peloton in San Sebastián. Bald begann die Straße zu steigen und führte auf die Alto de Azpíroz (617 m), wo sich Luigi Barral die meisten Punkte im Kampf um die Bergwertung sicherte. Auf der weiteren Fahrt auf der Meseta, die durch Pamplona, Tafalla und Tudela großen Anzahl an Zuschauern durch und sorgte für den zweiten spanischen Etappensieg. Gustaaf Deloor verteidigte die Gesamtführung, während mit Vincent Trueba einer der bestplatzierten Fahrer das Rennen aufgab. Die Fahrer, die das Ziel erreichten, wurden als Helden gefeiert, da sie dem Regen und der Kälte für über neun Stunden getrotzt hatten. Berichten zufolge suchten manche Fahrer während der Etappe Unterschlupf in Häusern, um sich kurz mit heißem Kaffee aufzuwärmen.
| Platz | Fahrer           | Zeit                   |
| ----- | ---------------- | ---------------------- |
| 01.   | Mariano Cañardo  | 9:01:23 h (29,26 km/h) |
| 02.   | Gustaaf Deloor   | "                      |
| 03.   | François Adam    | "                      |
| 04.   | Antoine Dignef   | "                      |
| 05.   | Salvador Cardona | "                      |

| Platz | Fahrer          | Zeit        |
| ----- | --------------- | ----------- |
| 01.   | Gustaaf Deloor  | 38:00:49 h  |
| 02.   | Antoine Dignef  | + 8:30 min  |
| 03.   | Mariano Cañardo | "           |
| 04.   | Edoardo Molinar | + 12:40 min |
| 05.   | Luigi Barral    | + 21:05 min |

6. Etappe (Saragossa – Barcelona, 310 km)
Nach den Strapazen des Vortages folgte mit der sechsten Etappe der längste Abschnitt der 1. Spanien-Rundfahrt. Auf dem Weg von Saragossa nach Barcelona fuhr das Peloton für lange Zeit geschlossen, ehe es bei Castellolí zu den ersten Angriffen kam. Schlussendlich erreichten zehn Fahrer mit geringen Zeitabständen das Ziel bei dem Estadio Montjuïc (heute Olympiastadion von Barcelona). Im Sprint setzte sich der Belgier François Adam vor Luigi Barral und dem Gesamtführenden Gustaaf Deloor durch.
| Platz | Fahrer         | Zeit                   |
| ----- | -------------- | ---------------------- |
| 01.   | François Adam  | 9:59:22 h (31,03 km/h) |
| 02.   | Luigi Barral   | "                      |
| 03.   | Gustaaf Deloor | "                      |
| 04.   | Antoine Dignef | "                      |
| 05.   | Max Bulla      | + 0:07 min             |

| Platz | Fahrer          | Zeit        |
| ----- | --------------- | ----------- |
| 01.   | Gustaaf Deloor  | 48:00:11 h  |
| 02.   | Antoine Dignef  | + 8:30 min  |
| 03.   | Mariano Cañardo | + 8:39 min  |
| 04.   | Edoardo Molinar | + 12:49 min |
| 05.   | Luigi Barral    | + 21:05 min |

7. Etappe (Barcelona – Tortosa, 188 km)
Wie bei der vorangegangenen Etappe blieb das Peloton auch auf der siebten Etappe geschlossen. Nach dem zweiten Ruhetag führte die Strecke entlang der Mittelmeerküste von Barcelona nach Tortosa. Dabei wurden die Städte Vilanova i la Geltrú, Tarragona und Cambrils durchfahren. Mit dem Coll de Balaguer stand in der zweiten Hälfte der Etappe ein kurzer Anstieg auf dem Programm, auf dem keinen Bergpunkte vergeben wurden. Im Zielsprint setzte sich der Spanier Antonio Montes vor seinem Landsmann Mariano Cañardo durch. Gustaaf Deloor erreichte das Ziel zeitgleich als Siebter und verteidigte so die Gesamtführung.
| Platz | Fahrer           | Zeit                   |
| ----- | ---------------- | ---------------------- |
| 01.   | Antonio Montes   | 5:56:15 h (31,66 km/h) |
| 02.   | Mariano Cañardo  | "                      |
| 03.   | Max Bulla        | "                      |
| 04.   | Isidro Figueras  | "                      |
| 05.   | Walter Blattmann | "                      |

| Platz | Fahrer          | Zeit        |
| ----- | --------------- | ----------- |
| 01.   | Gustaaf Deloor  | 53:56:26 h  |
| 02.   | Antoine Dignef  | + 8:30 min  |
| 03.   | Mariano Cañardo | + 8:39 min  |
| 04.   | Edoardo Molinar | + 12:49 min |
| 05.   | Luigi Barral    | + 21:05 min |

8. Etappe (Tortosa – Valencia, 188 km)
Auch auf der achten Etappe, die ebenfalls entlang der Mittelmeerküste verlief, kam es zu keinen Veränderungen im Gesamtklassement. Mit Ausnahme einer Prämie, die in Castellón de la Plana ausgefahren wurde, fuhr das Fahrerfeld geschlossen von Tortosa über Sagunt nach Valencia. Der Etappensieg ging an den Österreicher Max Bulla, der sich im Sprint gegenüber Gerrit van de Ruit und Mariano Cañardo durchsetzte. Trotz der stabilen Führung von Gustaaf Deloor blieb der drittplatzierte Spanier zuversichtlich, den Belgier im Kampf, um das Orangene Trikot weiter fordern zu können.
| Platz | Fahrer             | Zeit                   |
| ----- | ------------------ | ---------------------- |
| 01.   | Max Bulla          | 5:58:22 h (31,48 km/h) |
| 02.   | Gerrit van de Ruit | "                      |
| 03.   | Mariano Cañardo    | "                      |
| 04.   | Gustaaf Deloor     | "                      |
| 05.   | Francisco Cepeda   | "                      |

| Platz | Fahrer          | Zeit        |
| ----- | --------------- | ----------- |
| 01.   | Gustaaf Deloor  | 59:54:43 h  |
| 02.   | Antoine Dignef  | + 8:30 min  |
| 03.   | Mariano Cañardo | + 8:39 min  |
| 04.   | Edoardo Molinar | + 12:49 min |
| 05.   | Luigi Barral    | + 22:02 min |

9. Etappe (Valencia – Murcia, 265 km)
Die neunte Etappe wurde maßgeblich vom Regen beeinflusst. Nach dem Start in Valencia führte die Strecke über Sueca und Gandia nach Gata, wo die Fahrer das Hügelland um Benidorm erreichen. Hier kam der Gesamtfünfte Luigi Barral und Paolo Bianchi nach einer Kollision mit einem Auto zu Sturz. Die beiden Italiener schlossen jedoch auf den letzten Kilometern, die durch die Städte Alicante und Elche führten, wieder zum Peloton auf. Im Finale der Etappe kam es zu Angriffen von unterschiedlichen Fahrern, wobei sich keiner längerfristig absetzen konnte. Nachdem es aufgehört hatte zu regnen, erreichten die Fahrer Murcia, in dem sich Salvador Cardona zum vierten spanischen Etappensieger krönte. Gustaaf Deloor erreichte das Ziel mit der gleichen Zeit auf dem 24. Rang und behielt die Gesamtführung.
| Platz | Fahrer           | Zeit                  |
| ----- | ---------------- | --------------------- |
| 01.   | Salvador Cardona | 5:58:22 h (28,7 km/h) |
| 02.   | Mariano Cañardo  | "                     |
| 03.   | François Adam    | "                     |
| 04.   | Francisco Cepeda | "                     |
| 05.   | Isidro Figueras  | "                     |

| Platz | Fahrer          | Zeit        |
| ----- | --------------- | ----------- |
| 01.   | Gustaaf Deloor  | 69:08:47 h  |
| 02.   | Antoine Dignef  | + 8:30 min  |
| 03.   | Mariano Cañardo | + 8:39 min  |
| 04.   | Edoardo Molinar | + 12:49 min |
| 05.   | Luigi Barral    | + 22:02 min |

10. Etappe (Murcia – Granada, 285 km)
Die zehnte Etappe, die von Murcia in das Andalusische Faltengebirge führte, brachte nicht den erwarteten Großkampf um den Rundfahrtsieg. Zunächst ging es auf flachen Straßen über Totana und Lorca nach Puerto Lumbreras, wo der erste Anstieg begann. Bei Vélez-Rubio erreichten die Fahrer die erste Anhöhe, der sie bis Baza folgten. Anschließend ging es zur nächsten Steigung, die in Baúl ihren höchsten Punkt erreichte (ca. 1200 m). Nun folgten die Fahrer einem weiteren Plateau bis Guadix. Im Verlauf der Etappe kam es immer wieder zu Angriffen, wobei sich kein Fahrer nachhaltig absetzen konnte. Neben dem Tempo schwankte auch die Temperatur und die Fahrer hatten bei teils starkem Wind mit Hitze und Kälte zu kämpfen. Nachdem die Fahrer Guadix verlassen hatten, folgte der letzte Anstieg, der in die Sierra de Huéctor (ca. 1400 m) führte. Kurz vor Venta del Molinillo gingen Lücken im Peloton auf und das Fahrerfeld teilte sich in zwei Gruppen. Während der Gesamtführende Gustaaf Deloor und der Gesamtdritte Mariano Cañardo in der ersten Gruppe vertreten waren, befand sich der Gesamtzweite Antoine Dignef in der abgehängten Gruppe. Auf der anschließenden Abfahrt, die über rund 30 Kilometer nach Granada führte, konnte Antoine Dignef nicht mehr zu der Spitzengruppe aufschließen und verlor als Dreizehnter rund eine Minute im Gesamtklassement. Im Zielsprint der Spitzengruppe setzte sich erneut der Österreicher Max Bulla durch, der seinen zweiten Etappensieg feierte. Mariano Cañardo erreichte das Ziel in der gleichen Zeit und rückte somit auf den zweiten Gesamtrang vor. Gustaaf Deloor verteidigte als Etappensechster erneut das Führungstrikot. Trotz der vielen Anstiege wurden auf der 10. Etappe keine Bergwertungen abgenommen.
| Platz | Fahrer          | Zeit                   |
| ----- | --------------- | ---------------------- |
| 01.   | Max Bulla       | 11:15:55 h (25,3 km/h) |
| 02.   | François Adam   | "                      |
| 03.   | Vicente Bachero | "                      |
| 04.   | Leo Amberg      | "                      |
| 05.   | Mariano Cañardo | "                      |

| Platz | Fahrer          | Zeit        |
| ----- | --------------- | ----------- |
| 01.   | Gustaaf Deloor  | 80:24:43 h  |
| 02.   | Mariano Cañardo | + 8:39 min  |
| 03.   | Antoine Dignef  | + 9:37 min  |
| 04.   | Edoardo Molinar | + 13:03 min |
| 05.   | Luigi Barral    | + 24:12 min |

11. Etappe (Granada – Sevilla, 260 km)
Die elfte Etappe, die von Granada nach Sevilla führte, stand im Zeichen der technischen Gebrechen. Zunächst fuhr das Fahrerfeld geschlossen durch Loja und Archidona, ehe in Antequera unter anderen auch Mariano Cañardo und François Adam einen Reifenschaden erlitten. Es folgte eine lange Aufholjagd, bei der sich François Adam teilweise von einem Auto ziehen ließ, was zu einer Bestrafung des Belgiers durch den Renndirektor führte. Nachdem es bei Osuna zu regnen begonnen hatte, kehrten die beiden schließlich vor La Puebla de Cazalla in die Favoritengruppe zurück. Wenig später hatte der Gesamtführende Gustaaf Deloor ebenfalls einen Reifenschaden, was dazu führte, dass das Tempo erneut erhöht wurde. Gustaaf Deloor ließ sich jedoch nicht abschütteln und gewann, nachdem Arahal und Alcalá de Guadaíra durchfahren worden waren, den Sprint in Sevilla.
| Platz | Fahrer           | Zeit                   |
| ----- | ---------------- | ---------------------- |
| 01.   | Gustaaf Deloor   | 9:59:03 h (26,04 km/h) |
| 02.   | Max Bulla        | "                      |
| 03.   | Mariano Cañardo  | "                      |
| 04.   | Salvador Cardona | "                      |
| 05.   | Antoine Dignef   | "                      |

| Platz | Fahrer          | Zeit        |
| ----- | --------------- | ----------- |
| 01.   | Gustaaf Deloor  | 90:23:45 h  |
| 02.   | Mariano Cañardo | + 8:39 min  |
| 03.   | Antoine Dignef  | + 9:37 min  |
| 04.   | Edoardo Molinar | + 13:03 min |
| 05.   | Luigi Barral    | + 24:12 min |

12. Etappe (Sevilla – Cáceres, 270 km)
Auf der zwölften Etappe, die von Sevilla nach Cáceres führte, versuchten sich der Gesamtzweite Mariano Cañardo und Max Bulla früh vom Peloton abzusetzen. Die beiden wurden jedoch noch vor der Bergwertung auf der Alto de Hollavaquera gestellt. Edoardo Molinar überquerte die Kuppe vor Luigi Barral und holte somit im Kampf um die Bergwertung einen Punkt auf seinen Landsmann auf. Im Finale der Etappe setzten sich François Adam und Max Bulla fünf Kilometer vor dem Ziel vom Hauptfeld ab. Während der Österreicher noch vor der Zieleinfahrt gestellt wurde, feierte François Adam seinen zweiten Etappensieg mit einem Vorsprung von 55 Sekunden auf das Hauptfeld. In der Gesamtwertung kam es zu keinen großen Veränderungen.
| Platz | Fahrer          | Zeit                    |
| ----- | --------------- | ----------------------- |
| 01.   | François Adam   | 10:01:18 h (26,94 km/h) |
| 02.   | Max Bulla       | + 0:55 min              |
| 03.   | Gustaaf Deloor  | "                       |
| 04.   | Isidro Figueras | "                       |
| 05.   | Edoardo Molinar | "                       |

| Platz | Fahrer          | Zeit        |
| ----- | --------------- | ----------- |
| 01.   | Gustaaf Deloor  | 100:25:03 h |
| 02.   | Mariano Cañardo | + 8:39 min  |
| 03.   | Antoine Dignef  | + 9:37 min  |
| 04.   | Edoardo Molinar | + 13:03 min |
| 05.   | Luigi Barral    | + 24:12 min |

13. Etappe (Cáceres – Zamora, 275 km)
Die dreizehnte Etappe führte im strömenden Regen von Cáceres nach Zamora. Zunächst blieb das Peloton auf der Fahrt durch Plasencia zusammen, ehe es bei Baños de Montemayor auf den Puerto de Béjar (900 m) ging. Der Belgier Antoine Dignef setzte sich vom Hauptfeld ab und überquerte die Bergwertung als Erster mit einem Vorsprung von rund einer Minute auf seine ersten Verfolger. Hinter Antoine Dignef sicherte sich Eduardo Molinar als Zweiter neun Punkte im Kampf um die Bergwertung, während der wertungsführende Luigi Barral nur sieben Punkte holte. Eduardo Molinar lag nun nur noch fünf Punkte hinter seinem Landsmann, der kurz nach dem Pass die Rundfahrt aufgrund von Verletzungen aufgab. Im weiteren Rennverlauf wurde Antoine Dignef wieder von den anderen Favoriten gestellt und das Fahrerfeld fuhr gemeinsam in Richtung Zamora. Rund elf Kilometer vor dem Ziel hatte der Gesamtzweite Mariano Cañardo einen technischen Defekt und verlor den Anschluss zu der Spitzengruppe. Der Spanier schaffte es nicht, sein Rad zu reparieren, und beendete die Etappe mit dem Rad eines Zusehers, der am Streckenrand gestanden war. Im Ziel verlor er jedoch fast fünf Minuten und rutschte auf den vierten Gesamtrang ab. Der Etappensieg ging an Edoardo Molinar, der für den ersten italienischen Etappensieg sorgte und auf den dritten Gesamtrang vorrückte. Gustaaf Deloor verteidigte einmal mehr die Gesamtführung und kam mit der ersten Gruppe in Zamora an.
| Platz | Fahrer          | Zeit                    |
| ----- | --------------- | ----------------------- |
| 01.   | Edoardo Molinar | 10:12:48 h (26,93 km/h) |
| 02.   | Gustaaf Deloor  | "                       |
| 03.   | Max Bulla       | "                       |
| 04.   | Leo Amberg      | "                       |
| 05.   | Karl Thallinger | "                       |

| Platz | Fahrer          | Zeit        |
| ----- | --------------- | ----------- |
| 01.   | Gustaaf Deloor  | 100:25:03 h |
| 02.   | Antoine Dignef  | + 9:37 min  |
| 03.   | Edoardo Molinar | + 13:03 min |
| 04.   | Mariano Cañardo | + 13:35 min |
| 05.   | Max Bulla       | + 27:56 min |

14. Etappe (Zamora – Madrid, 250 km)
Die letzte Etappe führte von Zamora zurück in die spanische Hauptstadt Madrid. Als letzte Schwierigkeit stand erneut die Alto de Leon (1556 m) auf dem Programm, die bereits auf der ersten Etappe überquert worden war. Bei strömendem Regen schonte Mariano Cañardo zunächst seine Kräfte im Anstieg, ehe er auf der nassen Abfahrt angriff. Einzig der Gesamtführende Gustaaf Deloor und der Österreicher Max Bulla konnten dem Spanier folgen, der nach seinem Zeitverlust vom Vortag versuchte, wieder auf das Podest zu fahren. Das Trio setzte sich ab und fuhr nach und nach einen immer größer werdenden Vorsprung heraus. Dahinter formierte sich eine große Verfolgergruppe, die die Lücke nicht mehr schließen konnte. Nach einer abschließenden Runde im Park Casa de Campo setzte sich Gustaaf Deloor im Sprint vor Mariano Cañardo und Max Bulla durch und feierte neben seinem dritten Etappensieg auch den Gesamtsieg. Mariano Cañardo rückte auf den zweiten Rang in der Gesamtwertung vor, da die Verfolgergruppe im Ziel einen Rückstand von über zehn Minuten aufwies. Antoine Dignef rutschte auf den dritten Gesamtrang ab, während Edoardo Molinar vom Podium verdrängt wurde. Dafür sicherte sich der Italiener mit fünf Punkten auf der Alto de Leon die Bergwertung.
| Platz | Fahrer          | Zeit                   |
| ----- | --------------- | ---------------------- |
| 01.   | Gustaaf Deloor  | 9:22:16 h (26,68 km/h) |
| 02.   | Mariano Cañardo | "                      |
| 03.   | Max Bulla       | "                      |
| 04.   | Leo Amberg      | + 10:13 min            |
| 05.   | Vicente Bachero | + 10:29 min            |

| Platz | Fahrer          | Zeit        |
| ----- | --------------- | ----------- |
| 01.   | Gustaaf Deloor  | 120:01:02 h |
| 02.   | Mariano Cañardo | + 12:33 min |
| 03.   | Antoine Dignef  | + 19:15 min |
| 04.   | Edoardo Molinar | + 22:42 min |
| 05.   | Max Bulla       | + 27:56 min |

## Endstand
| Platz | Fahrer            | Zeit                      |
| ----- | ----------------- | ------------------------- |
| 1.    | Gustaaf Deloor    | 120:01:02 h (27,204 km/h) |
| 2.    | Mariano Cañardo   | + 12:33 min               |
| 3.    | Antoine Dignef    | + 19:15 min               |
| 4.    | Edoardo Molinar   | + 22:42 min               |
| 5.    | Max Bulla         | + 27:56 min               |
| 6.    | Alfons Deloor     | + 46:32 min               |
| 7.    | Paolo Bianchi     | + 50:56 min               |
| 8.    | Fernand Fayolle   | + 52:03 min               |
| 9.    | Walter Blattmann  | + 1:08:07 h               |
| 10.   | Marinus Valentijn | + 1:08:51 h               |

| Platz | Fahrer          | Punkte |
| ----- | --------------- | ------ |
| 1.    | Edoardo Molinar | 68     |
| 2.    | Luigi Barral    | 68     |
| 3.    | Leo Amberg      | 51     |